# نوکیا ان۹۲
نوکیا ان۹۲ یک‌نمونه از گوشی‌های تلفن همراه سری ان شرکت نوکیا می‌باشد که توسط همین شرکت به بازار عرضه شده‌است.